# ولاية إغدير
ولاية إغدير (بالتركية: ایغدیر ولایت؛ بالكردية: پارێزگای ئیدر) هي إحدى ولايات تركيا تقع في منطقة شرق الأناضول. عاصمتها مدينة إغدير تبلغ مساحتها 3,584 كم2 ويبلغ عدد سكانها 168,634 نسمة كما يبلغ معدل الكثافة السكانية 47/كم2 تقع في شرق تركيا. سكانها ذات أغلبية كُرديّة.